# Otoboke Beaver
Otoboke Beaver (おとぼけビ～バ～) è un gruppo punk rock di Kyoto, in Giappone. La band prende il nome da un love hotel a Osaka vicino al liceo di una dei membri della band. Musicalmente, la band suona uno stile punk-rock hardcore molto veloce e aggressivo, con frequenti cambi di ritmo e tempo, accompagnati da screaming. Le loro canzoni hanno come temi principali l'amore e le relazioni, spesso basati sulle esperienze della cantante Accorinrin.

## Storia del gruppo
La band si è formata nel 2009, i membri della band erano già attivi nel club musicale "Rock Commune" della Ritsumeikan University di Kyoto. I membri originali erano Accorinrin (voce solista), Yoyoyoshie (chitarra), Pop (batteria) e Nishikawachi (basso).
Nel giugno 2011, le Otoboke Beaver hanno pubblicato un CD demo contenente tre canzoni, inclusa una prima versione di "Chuchu Song", una delle canzoni preferite dal vivo che sarebbe stata successivamente ri-registrata e distribuita ai sostenitori che hanno contribuito a finanziare il primo viaggio della band negli Stati Uniti. Nel dicembre dello stesso anno seguì un mini-album. La copertina di entrambe le uscite è stata disegnata da Yukari Matsuoka e presenta un cartoon caratterizzato da una donna nuda con la testa di un coniglio.
Nel 2012 il gruppo ha pubblicato il suo primo album dal vivo attraverso la Egypt Records. Nel 2013 hanno pubblicato un singolo in edizione limitata tramite Jet Set Records, con il nuovo "Otobokebeaver Daijikenbo" e due brani dal vivo. Nel marzo dello stesso anno, la band pubblicò il mini-album Love Me Sign . La bassista Nishikawachi ha lasciato la band nel 2013 ed è stata sostituita da Hiro-Chan, una fan che ha chiesto di unirsi alla band via e-mail.
Otoboke Beaver ha partecipato al Record Store Day 2015, pubblicando il singolo "Akimahenka" in vinile. Nel 2016, la band ha firmato con l'etichetta britannica Damnably. La compilation Okoshiyasu!! Otoboke Beaver è stata pubblicata contenente la maggior parte delle canzoni che si trovavano nei primi due mini-album del gruppo con l'aggiunta di "Akimahenka". La band ha registrato una sessione live per John Kennedy su XFM e ha girato il Regno Unito con Shonen Knife e Leggy. Poco dopo è uscito l'ep Bakuro Book, con un altro ep intitolato Love is Short!! che appare l'anno successivo per il Record Store Day 2017. La canzone "Love Is Short !!" è entrata nella classifica dei singoli nel Regno Unito.
La band ha iniziato a fare tournée internazionali nel 2016, incluse date al 100 Club di Londra e al SXSW negli Stati Uniti nel 2017. Il loro viaggio al SXSW è stato aiutato dai finanziamenti dei fan tramite Campfire e Kickstarter per aiutare a coprire le spese di viaggio. Nel 2018, la band ha viaggiato per oltre 24.000 miglia in una settimana per esibirsi al Coachella Festival e un tour da headliner di tre date nel Regno Unito con i compagni di etichetta Say Sue Me e Leggy. Altri compagni di tour degni di nota hanno incluso The Cribs, Miyavi, Guitar Wolf e Wussy.
L'album Okoshiyasu!! Otoboke Beaver è stato ripubblicato in vinile per il Record Store Day 2018. Nello stesso anno, la batterista fondatrice Pop ha annunciato la sua partenza dalla band. Pop è stata sostituita da Kahokiss, che aveva frequentato lo stesso club di musica universitario delle fondatrici della band quasi un decennio prima. Nel marzo 2019, Otoboke Beaver si sono esibite al SXSW di Austin, in Texas. L'album Itekoma Hits, con nuove canzoni e alcuni singoli precedentemente pubblicati, è stato pubblicato da Damnably nell'aprile 2019. Il singolo non presente nell'album "Yobantoite Mojo" è stato pubblicato alla fine del 2019; la canzone funge anche da sigla per la commedia televisiva giapponese Susumu Inomata e 8 Mojo.
Oltre a pubblicare due nuovi singoli nel 2020, Dirty Old Fart is Waiting for My Reaction e I Am Not Maternal, i membri della band hanno dedicato tutta la loro attenzione sul tour mondiale. La band ha potuto suonare due settimane in Europa prima della pandemia di COVID-19. Si sono quindi concentrate sulla creazione di nuove canzoni e hanno suonato più spettacoli dal vivo tramite Instagram. Otoboke Beaver ha annunciato che sarebbero state in tournée in Nord America ed Europa nel 2022.
L'album Super Champon è stato pubblicato il 6 maggio 2022. Otoboke Beaver sono tornate in tour alla fine del 2022 con una serie di spettacoli in Europa, seguiti dal loro primo tour completo in Nord America. All'inizio del 2023 segue un altro tour in Europa e Nord America. La loro esibizione al SXSW è stata commentata da Rolling Stone, che ha descritto il loro show come "una dannata sommossa e un'esibizione molto intensa".
Da maggio a luglio 2024 partecino al tour nordamericano dei Red Hot Chili Peppers e a giugno si esibiscono al Glastonbury Festival.

## Giudizio
Il suono divertente e allo stesso tempo frenetico delle Otoboke Beaver e le loro rauche esibizioni dal vivo hanno raccolto elogi da emittenti come Pitchfork, NPR, The Fader, Stereogum, i-D e Fujirock Express.  Nel 2017 sono state nominate come Best Live Act agli AIM Independent Music Awards. Sono presenti regolarmente sulla radio BBC6. La band ha anche ricevuto molti riconoscimenti / menzioni positivi da colleghi tra cui Emi Morimoto di Shonen Knife, Tadanobu Asano, The Cribs, Mat Osman dei Suede, Paul Thomson dei Franz Ferdinand, e Lars Ulrich dei Metallica.

## Membri

### Membri correnti
- Accorinrin (あっこりんりん?) - voce, chitarra ritmica occasionale (2009-oggi)
- Yoyoyoshie (よよよしえ?) - chitarra, cori (2009-oggi)
- Hiro-Chan (ひろちゃん?) - basso, cori (2013-oggi)
- Kahokiss (かほキッス?) - batteria, cori (2018-oggi)

### Ex membri
- Nishikawachi - basso, cori (2009-2013)
- Pop - batteria, cori (2009-2018)

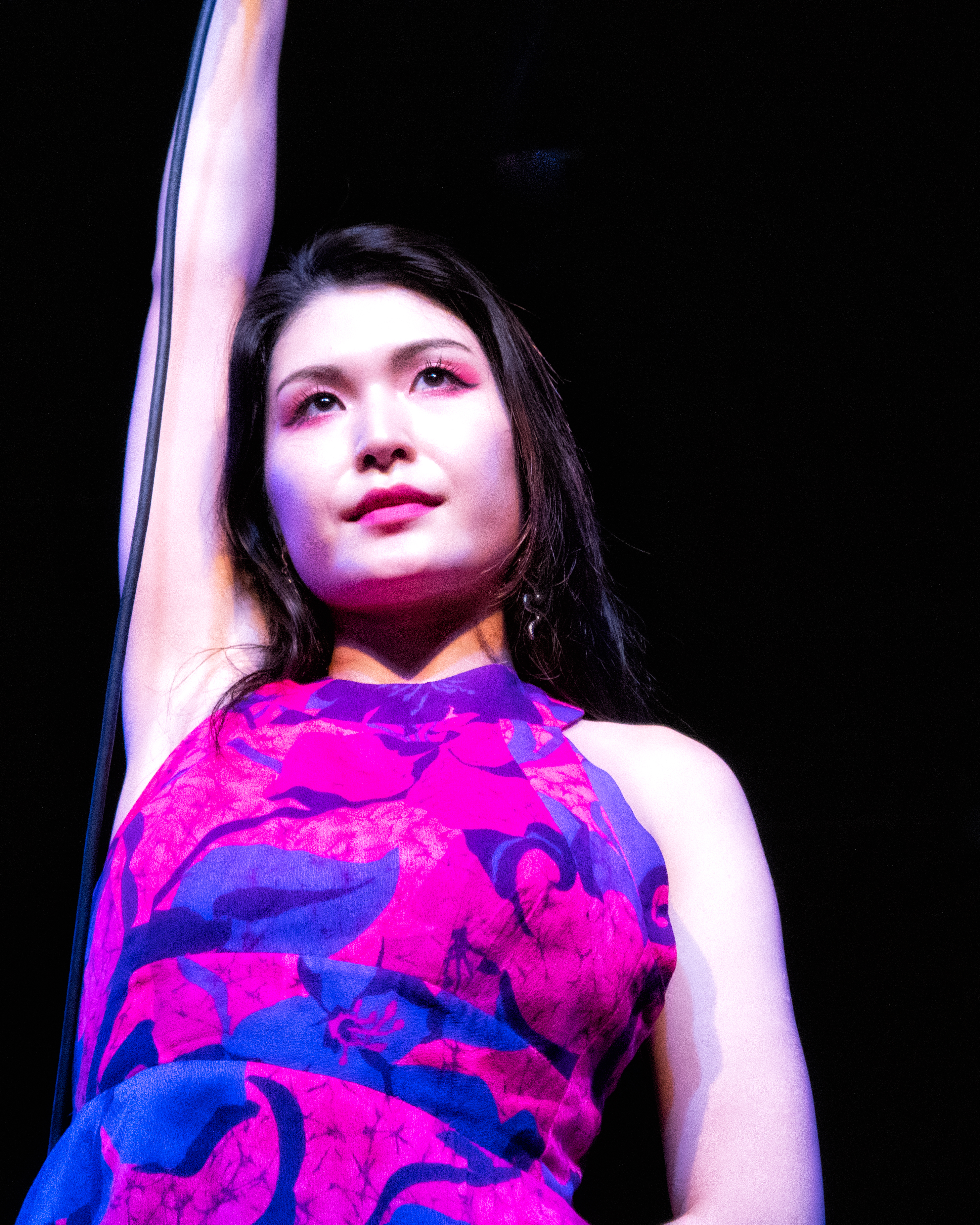
Accorinrin
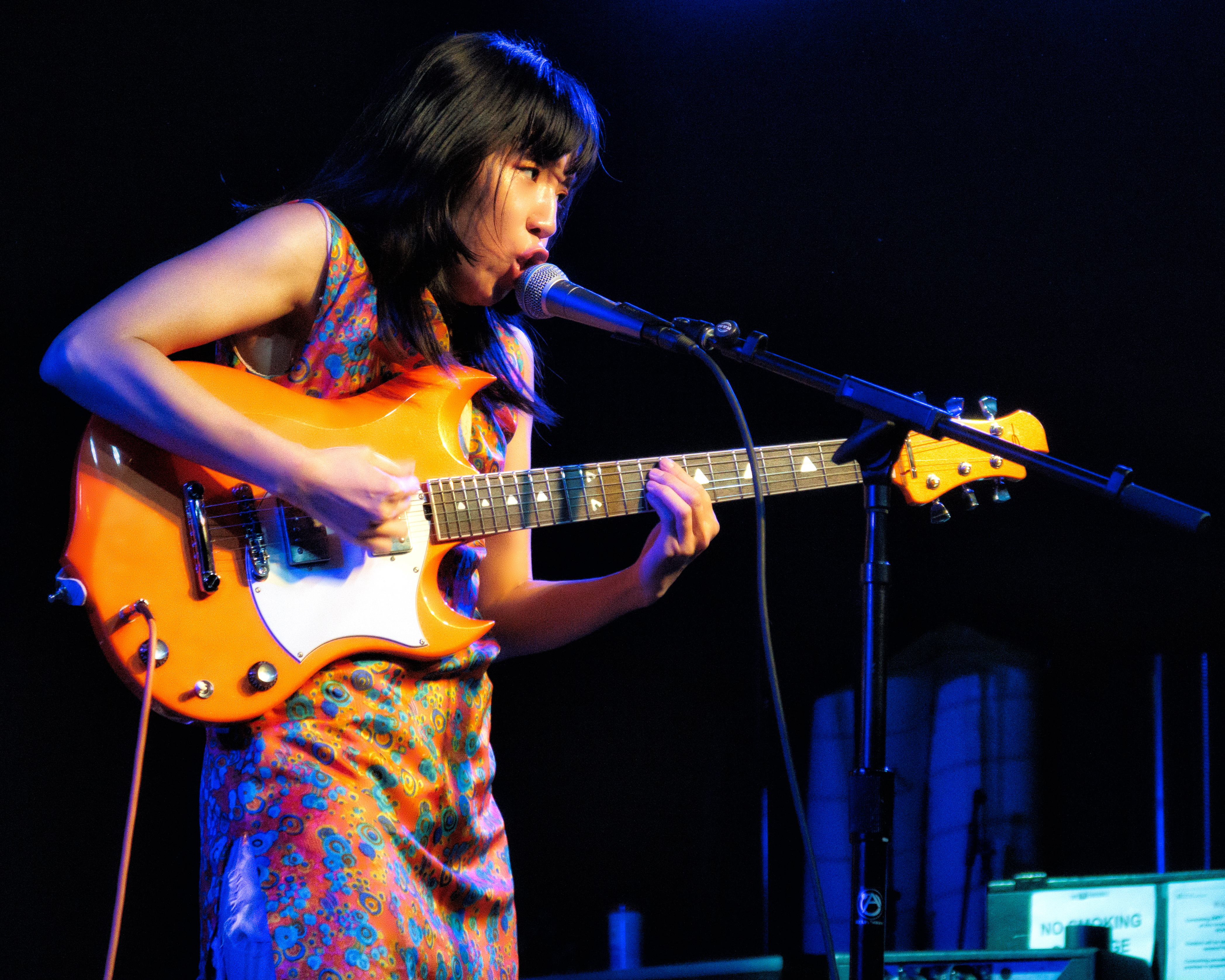
Yoyoyoshie
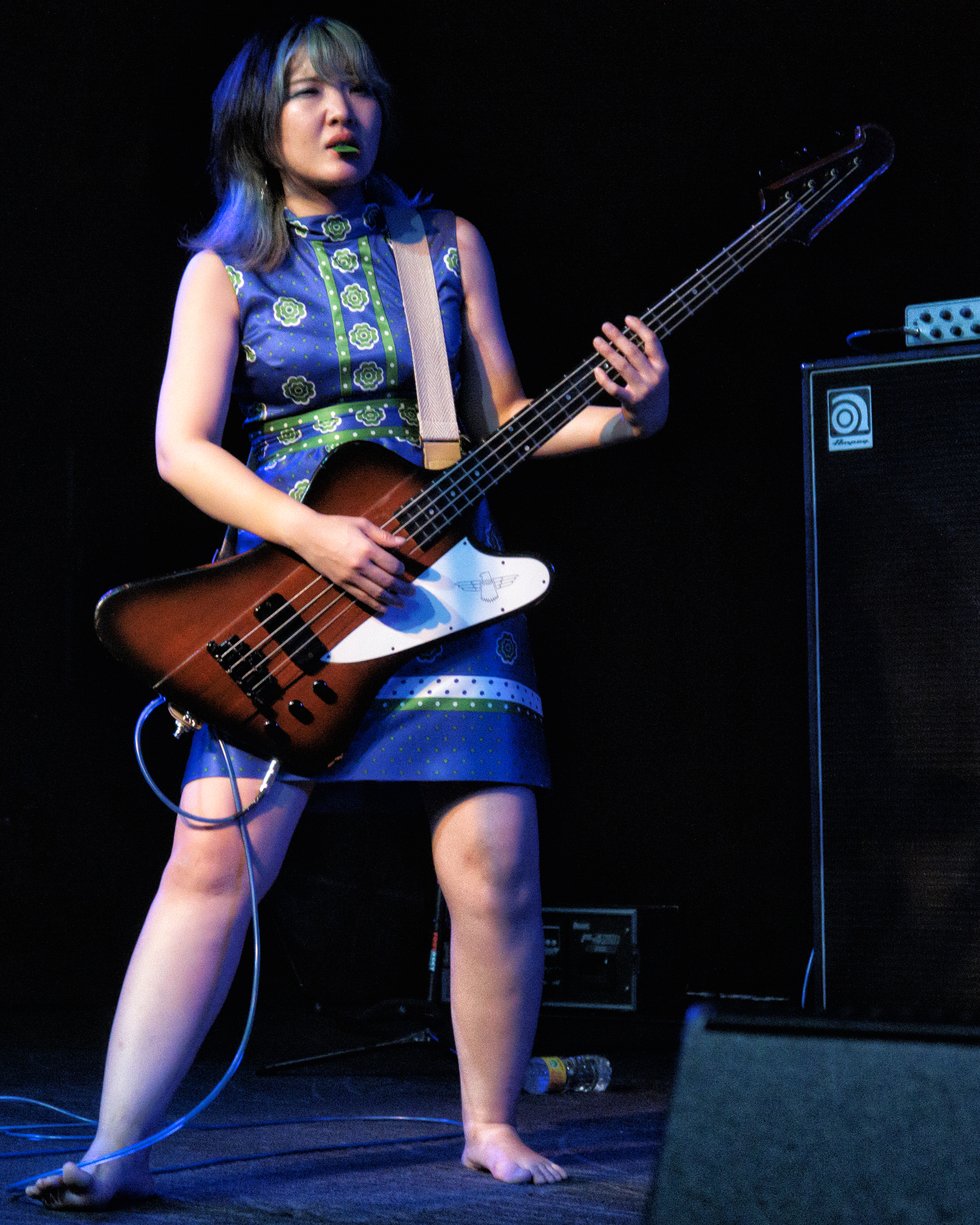
Hirochan
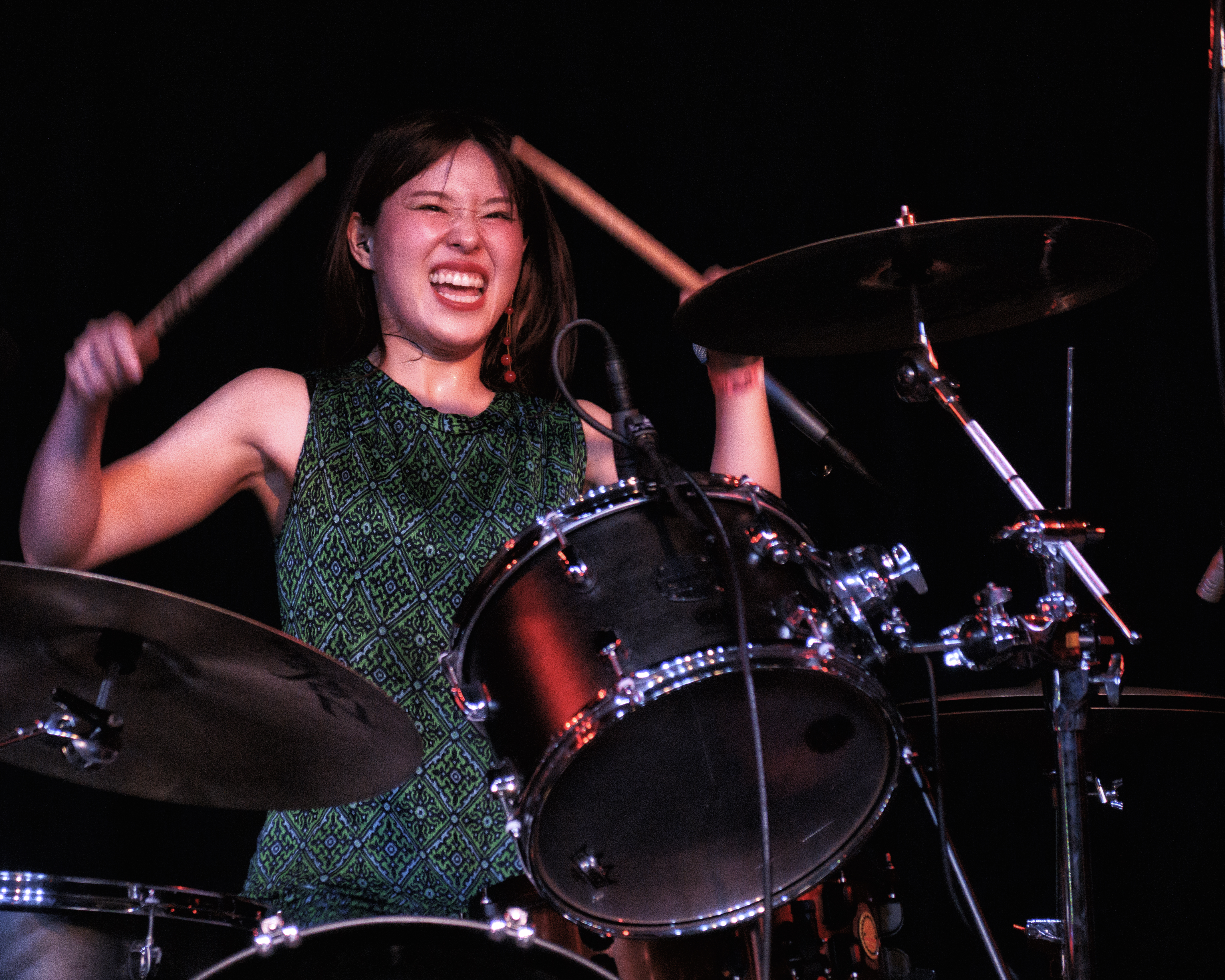
Kahokiss

## Discografia

### Album
- 2011 – 今夜限りなんて絶対ほんとに言わせないっ!! (Konya Kagiri Nante Zettai Honto ni Iwasenaitsu!!?)
- 2013 – 目撃！ラブミ〜・サイン (Mokugeki! Rabumi 〜 sain?)
- 2016 – おこしやす!! おとぼけビ〜バ〜 (Okoshiyasu!! Otoboke Beaver?)
- 2018 – おこしやす!! おとぼけビ〜バ〜 (Okoshiyasu!! Otoboke Beaver?) (versione rimasterizzata)
- 2019 – いてこまヒッツ (Ite koma Hittsu?)
- 2022 – スーパーチャンポン (Sūpāchanpon?) ()

### EP
- 2011 – あなたの愛で満室中 (Anata No Ai De Manshitsu-chū?) (demo)
- 2012 – PRESENT PROGRESSIVE FORM #002 おとぼけビ〜バ〜 (live)
- 2016 – 愛の暴露本〜bakuro book〜 (Bakuro Book?) (EP)
- 2017 – ラブ・イズ・ショート (Rabu Izu shōto?) (EP)

### Singoli
- 2013 – おとぼけビ～バ～大事件簿 (Otobokebeaver Daijikenbo?)
- 2015 – あきまへんか (Akimahenka?)
- 2017 – シルブプレ (Si'l Vous Plait?) [Split Single w/ Say Sue Me]
- 2017 – あなたわたし抱いたあとよめのめし (Anata Watashi Daita Ato Yome No Meshi?)
- 2019 – ハートに火をつけたらちゃんと消して帰って (Don't Light My Fire?)
- 2019 – もうその話なんべんもきいた (I'm tired of your repeating story?)
- 2019 – 脱・日陰の女 (Datsu hikage no on'na?)
- 2020 – 呼ばんといて喪女 (Yobantoite mojo?)
- 2020 – アイドンビリーブマイ母性 (I Am Not Maternal?)
- 2020 – ジジイ is waiting for my reaction (Dirty Old Fart Is Waiting For My Reaction?)
- 2022 – Chu Chu Song

### Video
- 2017 – S'il Vous Plait
- 2017 – Love Is Short!
- 2017 – Mean
- 2019 – Anata Watashi Daita Ato Yome No Meshi
- 2019 – 脱・日陰の女 (Datsu hikage no on'na?) (diretto da Haruka Mitani[40])
- 2019 – Don't Light My Fire
- 2020 – Dirty Old Fart Is Waiting For My Reaction
- 2022 – I Am Not Maternal
- 2022 – PARDON?
- 2022 – I don't want to die alone